# Vanessa García
Vanessa García, född 18 juli 1984, är en puertoricansk simmare. 
García tävlade i två grenar (50 och 100 meter frisim) för Puerto Rico vid olympiska sommarspelen 2004 i Aten. Vid olympiska sommarspelen 2008 i Peking tävlade hon i 50 meter frisim. Vid olympiska sommarspelen 2012 i London tävlade García på samma distans.
Vid olympiska sommarspelen 2016 i Rio de Janeiro tävlade García i 50 meter frisim för fjärde gången.